# Joseph Castelli
Pour les articles homonymes, voir Castelli.
Joseph Castelli, né le 4 juin 1948 à Penta-di-Casinca en Haute-Corse, est un homme politique français. Il est président du conseil général de la Haute-Corse de 2010 à 2014 et sénateur de la Haute-Corse de 2014 à 2020. Il est membre du Mouvement radical.

## Biographie
Joseph Castelli est premier adjoint de Penta-di-Casinca en 1977. En 1982, il est élu conseiller général du canton de Vescovato.
Il est maire de Penta-di-Casinca de 1983 au 9 novembre 2010. Son fils Yannick Castelli lui succède à la tête de la mairie le 20 novembre 2010.
Le 9 novembre 2010, il succède à Paul Giacobbi à la présidence du Conseil départemental de la Haute-Corse. Il est réélu le 31 mars 2011.
En juin 2014, il annonce sa candidature aux élections sénatoriales. Il est élu sénateur le 28 septembre 2014.
Le 22 décembre 2014, il démissionne "pour raison de santé" de la présidence du conseil général, en précisant qu'il conserverait son mandat de sénateur et son siège de conseiller général. En mars 2017, il apporte son parrainage à E. Macron pour l'élection présidentielle.

## Affaires judiciaires

### Détournement de fonds publics
Le bureau du Sénat a levé en octobre 2015 l’immunité parlementaire de Joseph Castelli. Soupçonné de détournement de fonds publics, il est mis en examen en janvier 2016 pour « recel d'abus de biens sociaux et corruption » avec sa femme et trois chefs d'entreprise, mais laissé en liberté contre une caution de 200 000 euros. Il est soupçonné d'avoir fait construire sa villa de Penta-di-Casinca par des entreprises auxquelles il octroyait des marchés publics. L'un des entrepreneurs reconnait en mars 2017 avoir travaillé « quasi-bénévolement » à la construction d'une luxueuse villa de Joseph Castelli. Ce dernier, informé par des fuites des soupçons de la justice, lui aurait ensuite demandé de lui faire des devis rétroactifs et des fausses factures pour faire croire qu’il avait payé ses travaux.
Joseph Castelli est jugé en janvier 2021 devant le tribunal correctionnel de Bastia pour trafic d’influence passif, recel de biens provenant d’un délit, blanchiment aggravé et faux en écriture pour ces faits allant de 2009 à 2016. Il est condamné le 30 mars 2021, en première instance, pour trafic d'influence passif et de faux en écriture à une peine de 4 ans de prison, dont 3 ans ferme, assortie d'une amende de 100000 euros et de la confiscation de sa villa. Il a toutefois été relaxé des faits de blanchiment aggravé et d’une partie du trafic d’influence. Il faut appel de sa condamnation.
Joseph Castelli est incarcéré durant six semaines (du 20 avril au 3 juin 2021), à la suite d’un mandat de dépôt à effet différé. Le 3 juin 2021, la cour d'appel de Bastia accepte sa demande de remise en liberté et le place sous contrôle judiciaire.
Le 22 mars 2023, Joseph Castelli est à nouveau condamné en appel à quatre ans de prison, dont deux avec sursis pour «corruption passive». Il est toutefois relaxé pour le chef de "trafic d'influence". Sa peine a été rendue aménageable.

### Minoration de déclaration de patrimoine
Joseph Castelli fait l'objet d'une enquête préliminaire depuis novembre 2016 pour « minoration de déclaration de patrimoine » : plusieurs centaines de milliers d'euros n'auraient en effet pas été mentionnés dans sa déclaration. Il aurait sous-estimé volontairement la valeur de sa résidence principale en l’évaluant à 353 000 euros tandis que France Domaines l’estimait à plus d’un million d’euros.
Il est jugé en septembre 2018. Le parquet requiert trois mois de prison et 20000€ d'amende. En octobre 2018, M. Castelli est condamné pour ces faits par le tribunal correctionnel de Bastia à deux mois de prison avec sursis et 30 000 euros d’amende.